# Pueblo Nuevo (Luján)
Pueblo Nuevo, también conocido como Villa Flandria Norte, es uno de los dos sectores que conforman la localidad de J. M . Jáuregui y que constituye (junto a Villa Flandria Sur) en la localidad con más población dentro del partido de Luján, Provincia de Buenos Aires. Se encuentra ubicado al norte del río Luján y posee una gran variedad de barrios siendo algunos de estos "El Ombú", "Chichotska", "El Soleado", El solar" La Ranita", "Pampa Celeste", "Pueblo Nuevo Centro" entre otros.
Fue fundado principios del siglo XX (1928) a partir de la instalación de la Algodonera Flandria en la localidad de Jáuregui por el empresario belga de origen flamengo Julio Steverlynck, El nuevo barrio tuvo su inicio en la década del 30 en un gran loteo sobre el margen norte del río Luján por parte del industrial belga Julio Steverlynck para que sus empleados puedan construir a través de cómodos créditos financiados por la misma empresa sus propias viviendas. Con el tiempo y como consecuencia de no poseer nombre la misma población comenzó a llamarla "Pueblo Nuevo". Estos barrios están separados uno del otro en 1.800 m de distancia entre lo que se encuentran divididos por áreas forestales preservadas ("Laguna Seca"), el Parque Industrial Villa Flandria (ex terreno de la extinta Algodonera), el Centro Tradicionalista "Círculo Criollo Martín Fierro" y el Estadio "Carlos V", hogar del C.S y D. Flandria y el mencionado río Luján.
Pueblo Nuevo cuenta con Delegación Municipal, Comisaría de la Mujer, el Club Defensores, el complejo del estadio Carlos V del club Flandria, el Círculo Criollo Martín Fierro y el Parque Industrial entre sus límites, teniendo como finalización con la localidad de Cortinez (también perteneciente al partido de Luján).
El barrio cuenta con la característica de poseer cuadras muy largas y la razón se debe al loteo efectuado en sus inicios donde cada terreno posee 100 m de extensión para que sus ocupantes puedan poseer un jardín frente a la vivienda y las clásicas quintas para cultivar la tierra y árboles frutales en la parte de atrás. Otro aspecto que distingue a Pueblo Nuevo es el nombre de sus calles pues en sus inicios poseían nombres de árboles ("Los Tilos", "Los Acers", "Los Plátanos", "Las Sophoras", "Las Tipas", "Las Acacias", "Las Catalpas") y luego en la década de los 70 con la rápida expansión de la zona poseen variedad de nombres. En definitiva Pueblo Nuevo ("Villa Flandria Norte") y Jáuregui ("Villa Flandria Sur") conforman una misma localidad.